# Novonesis
Novonesis er et dansk multinationalt bioteknologisk selskab med omkring 10.000 ansatte på verdensplan. Selskabet blev dannet ved en fusion af de to selskaber Novozymes og Chr. Hansen i 2024 og kontrolleres af Novo Nordisk Fonden. Det producerer især enzymer og bakteriekulturer til fødevarefremstilling og forsker blandt andet i såkaldte bioløsninger, også kendt under det engelske navn biosolutions. Ved dannelsen i 2024 var Novonesis verdens fjerdestørste producent af ingredienser til fødevarer.

## Historie
Selskabet blev dannet 29. januar 2024 som en sammenslutning af de hidtidige danske selskaber Novozymes og det 130 år gamle selskab Chr. Hansen.
På tidspunktet for fusionen var Novozymes verdens største producent af enzymer, mens Chr. Hansen var verdens største producent af bakteriekulturer til mejeri- og kødbranchen.

## Ejerskab og ledelse
Novonesis er noteret på Fondsbørsen og har bl.a. Novo Holdings i ejerkredsen. Ester Baiget er administrerende direktør, Cees de Jong formand for bestyrelsen. Novo Nordisk Fonden ejer ca. 29 % af selskabets aktier svarende til ca. 74 % af stemmerne.

## Beliggenhed
Novonesis' hovedsæde er på Biologiens Vej 2 i Kgs. Lyngby. I Danmark er der herudover afdelinger i bl.a. Hørsholm, Bagsværd, Roskilde, Gråsten, Kalundborg, København N, og Avedøre Holme.